# Serhij Ostapenko
Serhij Stepanowycz Ostapenko, ukr. Сергій Степанович Остапенко (ur. 6 listopada?/18 listopada 1881 w Trojanowie, zm. 21 stycznia 1938 w Charkowie) – ukraiński działacz polityczny, ekonomista, członek Ukraińskiej Centralnej Rady, premier Ukraińskiej Republiki Ludowej.

## Życiorys

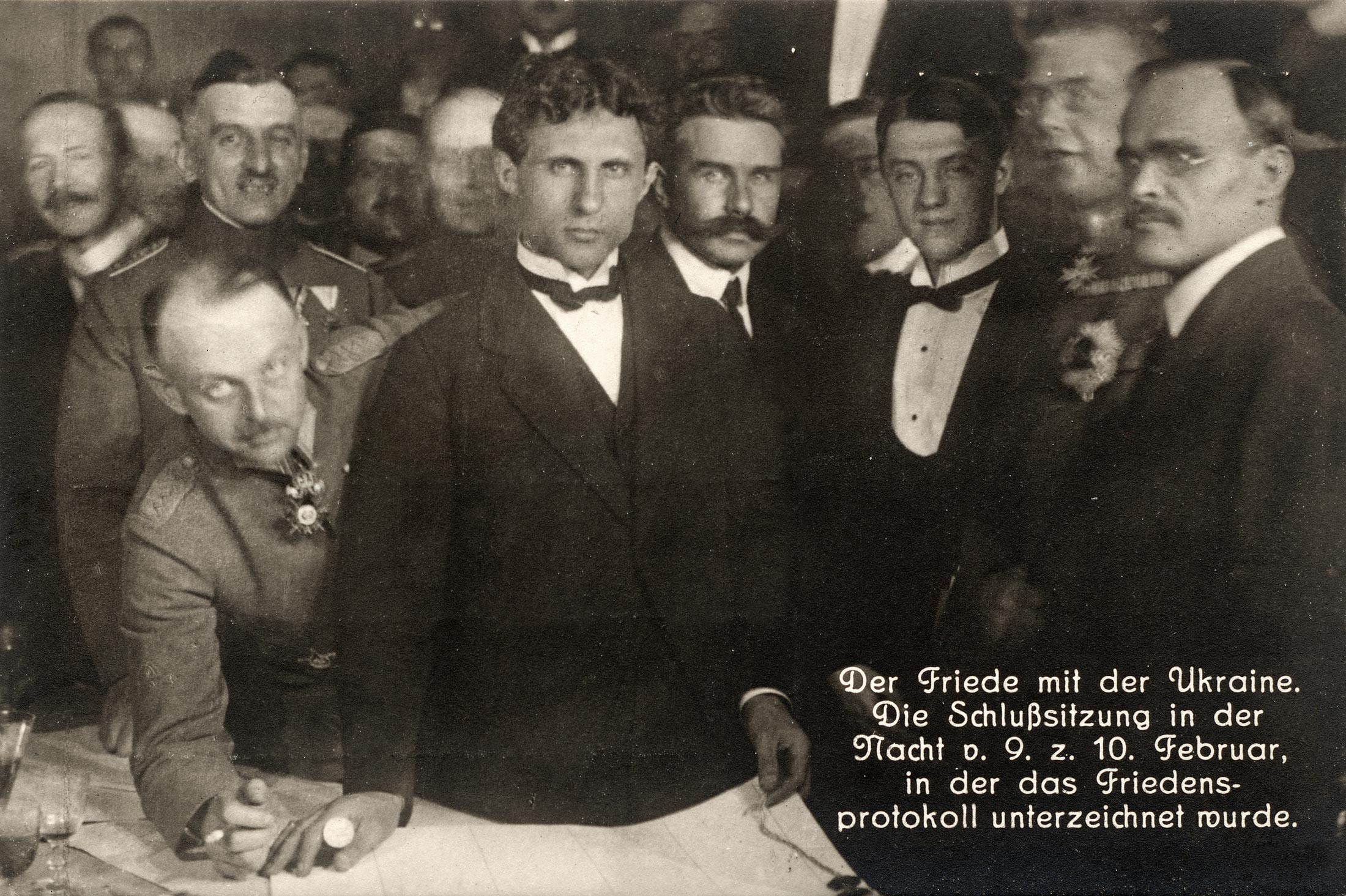
Podpisanie traktatu nocą z 9/10 lutego 1918. Od lewej: gen. Brinkmann, Mykoła Lubynski, Mykoła Łewycki, Ołeksandr Sewriuk, gen. Max Hoffmann i Serhij Ostapenko

Był uczestnikiem rokowań w Brześciu ze strony Ukraińskiej Republiki Ludowej, a od 13 lutego do 9 kwietnia 1919 – premierem rządu URL.
W latach 1919–1920 profesor Ukraińskiego Uniwersytetu Państwowego w Kamieńcu Podolskim, wykładowca statystyki i demografii. Po upadku państwowości URL pozostał w USRR i przeniósł się do Kijowa. 13 maja 1921 aresztowany przez Czeka w sprawie KC Ukraińskiej Partii Socjalistów-Rewolucjonistów i 29 maja 1921 skazany przez „Najwyższy Nadzwyczajny Trybunał Rewolucyjny” na pięć lat obozu koncentracyjnego z zamianą na pięć lat pracy przymusowej z wykorzystaniem wykształcenia. W latach 20. i 30. był wykładowcą na wyższych uczelniach Kijowa i Charkowa, współpracował z pismem Czerwonyj szlach w popularnej problematyce ekonomicznej. Podczas „wielkiego terroru” aresztowany w 1937 przez NKWD, zamordowany w Charkowie po orzeczeniu trójki NKWD obwodu charkowskiego 21 stycznia 1938.